# Lotte Kiærskou
Lotte Faldborg Kiærskou (født 23. juni 1975 i Elling) er en tidligere professionel håndboldspiller og dansk landsholdspiller. Hun er født i den lille nordjyske by Elling i Frederikshavn Kommune.
Lotte blev i 1999, ved siden af sin håndboldkarriere uddannet lærer og har tidligere arbejdet to år som lærer i Frederikshavn, to år som lærer på Randers Realskoles Håndboldlinie  og i august 2003 startede hun med at undervise på Viborg HK College . I dag arbejder hun som lærer på Overlund Skole i Viborg.

## Historie
Lotte Kiærskou startede det hele da hun som 6-årig, begyndte at spille håndbold i Elling IF. Lotte blev også meldt til badminton, fodbold og lidt senere også til tennis. I alle idrætsgrene havde Lotte stor succes. Hun nåede at blive nordjysk ungdomsmester i badminton og tennis, hun var en af de bedste på drengeholdet i fodbold, og i håndbold havde hendes hold stor succes. Hun blev nødt til at vælge – og hun valgte håndbolden . Som talentfuld ynglingespiller kom hun til Frederikshavn fI og det blev til 10 sæsoner i FfI. Lotte har spillet på både Y, U- og A-landsholdet. Hun fik sin debut på Y-landsholdet i april 1992 og nåede at spille 14 Y-landskampe og score 31 mål. På U-landsholdet spillede hun fra 1994 til 1996 og nåede i den periode op på 15 kampe og 33 mål. Den 20. februar 1996 i Brøndby mod Sverige fik hun så sin debut på A-landsholdet, hvor hun senere var med til at vinde guldmedaljer til de Olympiske Lege i 2000 og 2004. I 2001 blev hun Viborg HK-spiller og hun har bl.a. vundet guld ved Danmarksturnering i 2002 og 2004, guld ved Pokalturnering i 2003 og EHF Cup guld i 2004, sammen med Viborg HK. 
Hun var ikke med til EM 2002, da hun brækkede fingeren dagen før turneringen, og blev erstattet af Winnie Mølgaard.
Den 6. marts 2005 sagde hun farvel til en 9 år lang landsholdskarriere i Arena Nord i Frederikshavn, som er Kiærskous barndomsby, efter en kamp mod Ungarn . Hun nåede 111 kampe og 414 mål for Danmark. Den 19. maj 2005 stoppede Lotte Kiærskou sin aktive håndboldkarriere  og kort tid efter blev hun så gravid med sit første barn. I august 2006 blev hun assistenttræner – med ret til at gå på banen i Randers HK , men i januar 2008 måtte hun stoppe som assistenttræner, siden hun blev gravid for anden gang og desværre fik bækkenbundsløsning, som betød, at hun ikke kunne deltage i træningen længere .
Privat dannede hun i 11 år par med Viborg-spilleren Rikke Skov, som hun også havde indgået registreret partnerskab med. Kiærskou fødte 3. januar 2006 eksparrets første barn – en pige (Karoline) . Sommeren 2008 fødte Kiærskou eksparrets andet barn – en pige til (Anna). I oktober 2011 blev det kendt at Rikke Skov og Lotte Kiærskou er gået fra hinanden .

## Landshold
- 1992-1994: Y-Landsholdet: 14 landskampe og 31 mål
- 1994-1996: U-Landsholdet: 15 landskampe og 33 mål
- 1996-2005: A-Landsholdet: 111 landskampe og 414 mål

## Landshold medaljer medDanmark
- Sølv i Y-EM 1994. Y-Landsholdet
- Sølv i U-VM 1995. U-Landsholdet
- Sølv i EM 1998. A-Landsholdet
- Guld i OL 2000. A-Landsholdet
- Guld i OL 2004. A-Landsholdet

## Klubhold
- 1991–2001 Frederikshavn FI
- 2001–2005 Viborg HK
- 2006–2007 Randers HK Spilende assistent-træner

## Klubhold medaljer medFrederikshavn FI
Danmarksturnering
- Sølv: 1996/97
- Bronze: 1998/99

Pokalturnering
- Sølv: 1996, 1998

## Klubhold medaljer medViborg HK
Danmarksturnering
- Guld: 2001/02, 2003/04
- Bronze: 2004/05

Pokalturnering
- Guld: 2003
- Sølv: 2001

EHF Cup
- Guld: 2004